# Recep Çetin
Recep Çetin (* 1. Oktober 1965 in Karasu) ist ein ehemaliger türkischer Fußballspieler und -trainer. Sein Spitzname zu Spielerzeiten war Takoz Recep.

## Spielerkarriere

### Verein
Çetin begann mit seiner Vereinsfußballkarriere bei dem für seine Nachwuchsarbeit bekannten Provinzklub Sakaryaspor. Hier spielte er mit späteren Stars wie Oğuz Çetin, Engin İpekoğlu und İlker Yağcıoğlu zusammen. Außerdem fand er Gelegenheit unter dem landesweit bekannten Nachwuchstrainer Ekrem Karaberberoğlu zu trainieren. Dieser formte Çetin über die Jahre zu einem klassischen rechten Verteidiger. Diese Position spielte er fast bis zu seinem Karriereende.
Zur Spielzeit 1984/85 wechselte er zum damaligen Erstligisten Boluspor. Bei diesem Verein eroberte er sich trotz seines jungen Alters sofort einen Stammplatz und absolvierte alle Liga- und Pokalspiele seiner Mannschaft. Sein Debüt in der höchsten türkischen Liga und mit seinem neuen Verein Boluspor gab er am 25. August 1984 gegen seinen späteren Verein Beşiktaş Istanbul. Nachdem seiner Mannschaft am Ende der Saison der Klassenerhalt misslang, ging er zur neuen Saison mit seiner Mannschaft in die TFF 1. Lig. Hier erreichte man zum Saisonende die Meisterschaft der TFF 1. Lig und damit den direkten Wiederaufstieg in die Süper Lig. Çetin spielte noch zwei weitere Jahre für Boluspor und wurde zu einem der gefragtesten Shootingstars.
Neben seiner Tätigkeit bei Boluspor kam er auch durch seine Tätigkeiten bei der türkischen U-21 und der Olympiaauswahl ins Visier der Talentjäger der großen Istanbuler Vereine. So wurde er bereits vor Saisonende als einer der gefragtesten Spieler der nächsten Transferperiode gehandelt. Nach dem Saisonende 1987/88 und mit dem Beginn der Transferperiode flog Çetin mit der Olympiaauswahl der Türkei für die Teilnahme am Korea Cup nach Südkorea. Nach Beendigung der Turnierteilnahme wurde er am Flughafen Istanbul-Atatürk von einigen Vorstandsmitgliedern Beşiktaş Istanbuls empfangen und im Beisein eines Notars sofort unter Vertrag genommen. Bei Beşiktaş wurde Çetin neben den neuen Spielern aus der gleichen Transferperiode wie Les Ferdinand und Mehmet Özdilek zu den Spielern, auf die der britische Trainer Gordon Milne am meisten zählte. Er bildete mit den Spielern Gökhan Keskin, Ulvi Güveneroğlu und Kadir Akbulut Beşiktaş' legendäre Abwehrreihe, die viele Jahre für die größten Erfolge der Vereinsgeschichte verantwortlich war. In seiner ersten Saison absolvierte er nahezu alle Begegnungen seiner Mannschaft und war entscheidend am Gewinn des Türkischen Fußballpokals, des TSYD Kupası und des Türkischen Supercup beteiligt. Sein Debüt für seinen neuen Verein gab er am 10. August 1988 in der TSYD-Kupası-Begegnung gegen Fenerbahçe Istanbul. In dieser Saison gelang ihm auch der Durchbruch in der Türkischen Nationalmannschaft.
Die nächsten drei Spielzeiten dominierte Beşiktaş Istanbul die türkische Liga und konnte dreimal hintereinander die Meisterschaft gewinnen. Çetin war während dieser Zeit ein fester Bestandteil der von Vereins- und Fanseite als legendär bezeichneten Mannschaft.
Den Status des unumstrittenen Stammspielers verlor er in der Saison 1997/98 unter John Toshack. Dieser setzte Çetin nach der Winterpause auf die Ersatzbank und ließ stattdessen Ertuğrul Sağlam auf der Position des rechten Verteidigers spielen. Zum Saisonende erklärte Toshack, nicht weiter mit Çetin zu planen und bestand auf dessen Verkauf.
So musste Çetin nach zehnjähriger Tätigkeit Beşiktaş verlassen und wechselte zum Ligakonkurrenten Trabzonspor. Hier spielte er zwar durchgängig, konnte aber an seine alten Leistungen nicht anknüpfen.
Nach einer Spielzeit bei Trabzonspor wechselte er zu İstanbulspor. Ausschlaggebend für den Transfer war die Tatsache, dass İstanbulspor von dem ehemaligen Beşiktaşstar Ziya Doğan trainiert wurde. Bei seinem neuen Verein fiel er in der Hinrunde verletzungsbedingt aus und spielte in der Rückrunde durchgängig. In der zweiten Spielzeit spielte er durchgängig. Nachdem sein Vertrag hier auslief und auch kein Trainer da war, der auf einer Verlängerung bestand, wurde er zum Sommer 2001 vereinslos.
Trotz seiner langen Tätigkeit für Beşiktaş beendete er im Winter 2001 seine aktive Profifußballerlaufbahn, ohne eine Abschiedsbegegnung absolviert zu haben.

### Nationalmannschaft
Çetin spielte das erste Mal für die türkischen Nationalmannschaften während seiner Zeit bei Sakaryaspor. Bei einem Freundschaftsspiel der türkischen U-18-Nationalmannschaft gegen die U-18 der Sowjetunion spielte er über die volle Spiellänge.
Nachdem er zweieinhalb Jahre für keine weitere Nationalmannschaftsstufe aktiv gewesen war, wurde er durch seine überzeugenden Leistungen bei Boluspor am 28. Oktober 1986 für die Türkische U21-Nationalmannschaft nominiert und gab am 28. Oktober 1986 gegen die Jugoslawische U21-Nationalmannschaft sein Debüt in dieser Altersklasse.
Im November 1988 wurde Çetin vom damaligen Nationaltrainer Coşkun Özarı im Rahmen eines Qualifikationsspiel der EM 1988 gegen die nordirische Nationalmannschaft zum ersten Mal für das Aufgebot der türkischen Nationalmannschaft nominiert, saß bei dieser Begegnung allerdings nur auf der Ersatzbank.
Nach dieser Begegnung wurde er für die Qualifikationsspiele der Olympischen Sommerspiele 1988 für die olympische Auswahl nominiert. So spielte er in den nächsten zwei Jahren für alle drei letztgenannten Nationalmannschaften. Dabei verfehlte man die Qualifikation für die Olympischen Sommerspiele knapp.
Sein Debüt in der türkischen Nationalmannschaft gab er unter dem neuen Nationaltrainer Tınaz Tırpan am 16. März 1988 während eines Freundschaftsspiels gegen die Ungarische Nationalmannschaft. Nach dem Wechsel im Sommer 1988 zu Beşiktaş Istanbul erhielt er auch in der Nationalmannschaft einen Stammplatz und war lange Jahre unumstritten auf der Position des rechten Verteidigers.
Çetins erste große Herausforderung mit der Nationalmannschaft war die Qualifikation für die Fußball-Weltmeisterschaft 1990. Hier kam er bei sieben von acht Qualifikationsspielen der Fußball-Weltmeisterschaft 1990 zum Einsatz. Obwohl man bei den Spielen gegen die Österreichische Nationalmannschaft mit einer 3:2-Auswärtsniederlage und einem 3:0-Heimsieg die überlegene Seite war, belegte man mit unnötigen Punktverlusten wie zum Beispiel einer Heimniederlage gegen die isländische Nationalmannschaft mit zwei Punkten Abstand hinter Österreich den dritten Tabellenplatz und verpasste so die Qualifikation.
Nach der verpassten Qualifikation löste man den Nationaltrainer Tınaz Tırpan durch den deutschen Sepp Piontek ab. Piontek hatte zuvor die dänische Nationalmannschaft zu einem starken Team geformt und mit ihr große Erfolge gefeiert. Ähnliches erhoffte man sich mit der Türkei. Mit dem neuen Trainer startete man in die Qualifikation der Fußball-Europameisterschaft 1992. In der Qualifikation für die Fußball-Weltmeisterschaft 1990 kassierte man unter dem neuen Trainer in sechs Qualifikationsbegegnungen sechs Niederlagen und belegte den letzten Tabellenplatz. Dabei gelang der Nationalmannschaft über die gesamte Qualifikationsphase lediglich ein einziger Treffer. Çetin kam während dieser Qualifikationsperiode zu drei Einsätzen.
Trotz dieser enttäuschenden Qualifikation hielt man an Piontek fest und startete mit ihm in die Qualifikation der Fußball-Weltmeisterschaft 1994. Auch in diese Qualifikationsphase startete man enttäuschend. Von den ersten acht Begegnungen verlor man sechs. Lediglich gegen San Marino erreichte man einen Heimsieg und ein Remis auswärts. Nach der Auswärtsniederlage gegen die norwegische Nationalmannschaft einigte man sich mit Piontek auf eine Vertragsauflösung.
Als Interimstrainer wurde der U-21-Nationaltrainer Fatih Terim vorgestellt. Mit diesem Trainer trat die erhoffte Wende bei der Nationalmannschaft ein. Die letzten beiden Qualifikationsspiele gegen die polnische Nationalmannschaft und die norwegische Nationalmannschaft gewann man souverän. Çetin absolvierte acht von zehn Qualifikationsspielen. Nach diesen überraschenden Erfolgen wurde Terim als regulärer neuer Nationaltrainer vorgestellt.
Terim sortierte für die anstehende Qualifikation der Fußball-Europameisterschaft 1996 mehrere gestandene Nationalspieler wie Rıza Çalımbay aus und ging mit einer Mannschaft aus zum Teil jungen und zum Teil erfahrenen Spielern in die Qualifikationsspiele. Çetin gehörte zu den Spielern, die weiterhin für die Nationalmannschaft auflaufen sollten. Unter Terim spielte die Nationalmannschaft eine überzeugende Qualifikation. Erst erkämpfte man sich auswärts gegen Ungarn ein 2:2. Bei der zweiten Begegnung schlug man den bisherigen Angstgegner Island, an dem man die Qualifikation für die Fußball-Weltmeisterschaft 1990 verspielte, zuhause mit 5:0. Die nächste Begegnung, ein Heimspiel, ging unglücklich mit 1:2 gegen die Schweiz verloren. Bei dieser Begegnung gelang Çetin aus 45 Metern Entfernung der Anschlusstreffer. Dieser Treffer wurde zum Treffer des Spieltages der Qualifikationsgruppen gewählt und war lange Zeit im Vorspann mehrerer Fußballsendungen zu sehen. Die nächste Begegnung gegen Schweden gewann man zuhause mit 2:1. Anschließend gelang mit einem 1:2-Auswärtssieg gegen die Schweiz die Revanche. Am Ende der Qualifikation gelang zum ersten Mal in der Verbandsgeschichte die Teilnahme an einer Fußball-Europameisterschaft. Çetin spielte in sieben von acht Qualifikationspartien. Er gehörte auch während der EM zum Turnierkader der Türkei. Hier schied man bereits in der Gruppenphase aus, wobei Çetin bei zwei Spielen zum Einsatz kam.
Nach der EM 96 wurde er auch unter dem neuen Nationaltrainer Mustafa Denizli regelmäßig nominiert und war in vier Qualifikationsspielen der Fußball-Weltmeisterschaft 1998 aktiv. Nach der bitteren Heimniederlage gegen die belgische Nationalmannschaft, womit die Türkei die Qualifikation verpasste, wurde er nicht mehr für die Nationalmannschaft nominiert. Ein weiterer Grund für das Ende seiner Nationalmannschaftskarriere war der Umstand, das Çetin auch in seinem Verein selten auflief.

## Trainerkarriere
Nach Beendigung seiner aktiven Laufbahn blieb Çetin dem Fußball lange fern und war in der Farb- und Kunststoffbranche als Investor tätig. Durch das Zusprechen seiner ehemaligen Mannschaftskameraden war er einige Male Trainer bzw. Co-Trainer der Reservemannschaft von Beşiktaş'. So übernahm er zur Saison 2005/06 neben dem Cheftrainer und seinem ehemaligen Mannschaftskapitän Rıza Çalımbay die Reservemannschaft Beşiktaş'.
Ab Sommer 2007 assistierte er bei Çaykur Rizespor seinem ehemaligen Mitspieler Samet Aybaba als Co-Trainer.
Im September 2009 übernahm er bei seinem Heimatverein Sakaryaspor den Posten des Co-Trainers und assistierte seinem ehemaligen Mitspieler von der Jugend von Sakaryaspor, İlker Yağcıoğlu.
Zuletzt war er 2010/11 bei Bucaspor ein weiteres Mal als Co-Trainer von Samet Aybabas aktiv.
Zur Saison 2012/13 wurde Aybaba bei Beşiktaş Istanbul als Cheftrainer vorgestellt. Nach kurzer Zeit wurde Çetin zusammen mit Ulvi Güveneroğlu als neue Co-Trainer eingestellt.

## Erfolge
Mit Boluspor
- Meister der TFF 1. Lig und Aufstieg in die Süper Lig: 1985/86

Mit Beşiktaş Istanbul
- Türkischer Meister (4): 1989/90, 1990/91, 1991/92, 1994/95
- Türkischer Pokalsieger (4): 1989/90, 1989/90, 1993/94, 1997/98
- Präsidenten-Pokalsieger (4): 1988/89, 1991/92, 1993/94, 1996/97
- Premierminister-Pokalsieger: 1996/97
- TSYD-Istanbul-Pokalsieger (5): 1988, 1989, 1990, 1993, 1996

Mit der türkischen Nationalmannschaft
- Teilnehmer der Europameisterschaft 1996